# Día Internacional de Conmemoración y Homenaje a las Víctimas del Terrorismo
El Día Internacional de Conmemoración y Homenaje a las Víctimas del Terrorismo es una jornada que se celebra anualmente el 21 de agosto desde 2017, fue establecida por la Asamblea General de las Naciones Unidas en 2018.

## Proclamación
El Día Internacional de Conmemoración y Homenaje a las Víctimas del Terrorismo fue proclamado por la Asamblea General el 19 de diciembre de 2017. Esta proclamación busca honrar y apoyar a las víctimas y supervivientes del terrorismo, promoviendo y protegiendo sus derechos humanos y libertades fundamentales, ya que las víctimas del terrorismo pueden verse afectadas por el trauma y las secuelas de los ataques, lo que afecta su capacidad para disfrutar plenamente de sus derechos y libertades.

## Celebración
Este día se celebra cada 21 de agosto. Esta fecha se eligió para visibilizar y rendir homenaje a las víctimas del terrorismo, así como para promover la solidaridad y el apoyo internacional. La primera celebración oficial fue en 2018. Desde entonces, se han realizado diversas actividades y eventos cada año para mantener viva la memoria de las víctimas y sensibilizar a la comunidad internacional sobre sus derechos y necesidades.

## Celebraciones y temas
- 2018: Primera celebración[3]
- 2019: States must recommit to ensuring rights of terrorism victims,[4] ('Los Estados deben reafirmar su compromiso de garantizar los derechos de las víctimas del terrorismo')
- 2020: Sin tema[5][6]
- 2021: Sin tema[7]
- 2022: Memories,[8]('Memorias')
- 2023: Legado: esperanza y construcción de un futuro mejor[9][10]